# Слупський Юлій В'ячеславович
Слупський Юлій В'ячеславович (1 червня 1937, Сталіно (нині Донецьк) — 4 вересня 2016, Київ) — радянський і український кінорежисер, актор, сценарист.

## Біографія
Закінчив акторський (1960) і режисерський (1969) факультети Київського державного інституту театрального мистецтва імені І. К. Карпенка-Карого.
Працював актором в Миколаєві і Калініні (РРФСР).
Працював на Київській кіностудії ім. О. П. Довженка — асистент режисера, другий режисер, режисер-постановник.
Зіграв кілька невеликих кіноролей.
Був членом Національної Спілки кінематографістів України.
Помер 4 вересня 2016 року на 80-му році життя після важкої хвороби.

## Фільмографія
Асистент режисера:
- «Криниця для спраглих» (1965, у співавт.; реж. Юрій Іллєнко) та ін.

Другий режисер:
- «Анничка» (1968, реж. Борис Івченко)
- «Пізня дитина» (1970, реж. Костянтин Єршов)
- «Р. В. Р.» (1977, реж. Олексій Мороз)
- «Чоловіки є чоловіки» (1985)
- «Тримайся, козаче!» (1991, реж. Віктор Семанів) та ін.

Режисер-постановник:
- «Гіпнотизер» (1969)
- «Нічний мотоцикліст» (1972)
- «Важкі поверхи» (1974, у співавт. з В. Кондратовим)
- «Острів юності» (1976, у співавт. з Б. Шиленком)
- «За все у відповіді» (1978, т/ф, у співавт. з В. Кондратовим)
- «Останній гейм» (1981).

Сценарист:
- «Останній гейм» (1981, у співавт. з В. Чорним)

Актор:
- «Тримайся, козаче!» (1991, реж. Віктор Семанів)
- «Ворота Європи»/Wrota Europy (1999, Польща; реж. Jerzy Wójcik) та ін.